# Nemorius irritans
Nemorius irritans är en tvåvingeart som först beskrevs av Ricardo 1901.  Nemorius irritans ingår i släktet Nemorius och familjen bromsar. Inga underarter finns listade i Catalogue of Life.